# Mariakapel (Wessem, Kloosterlaan)

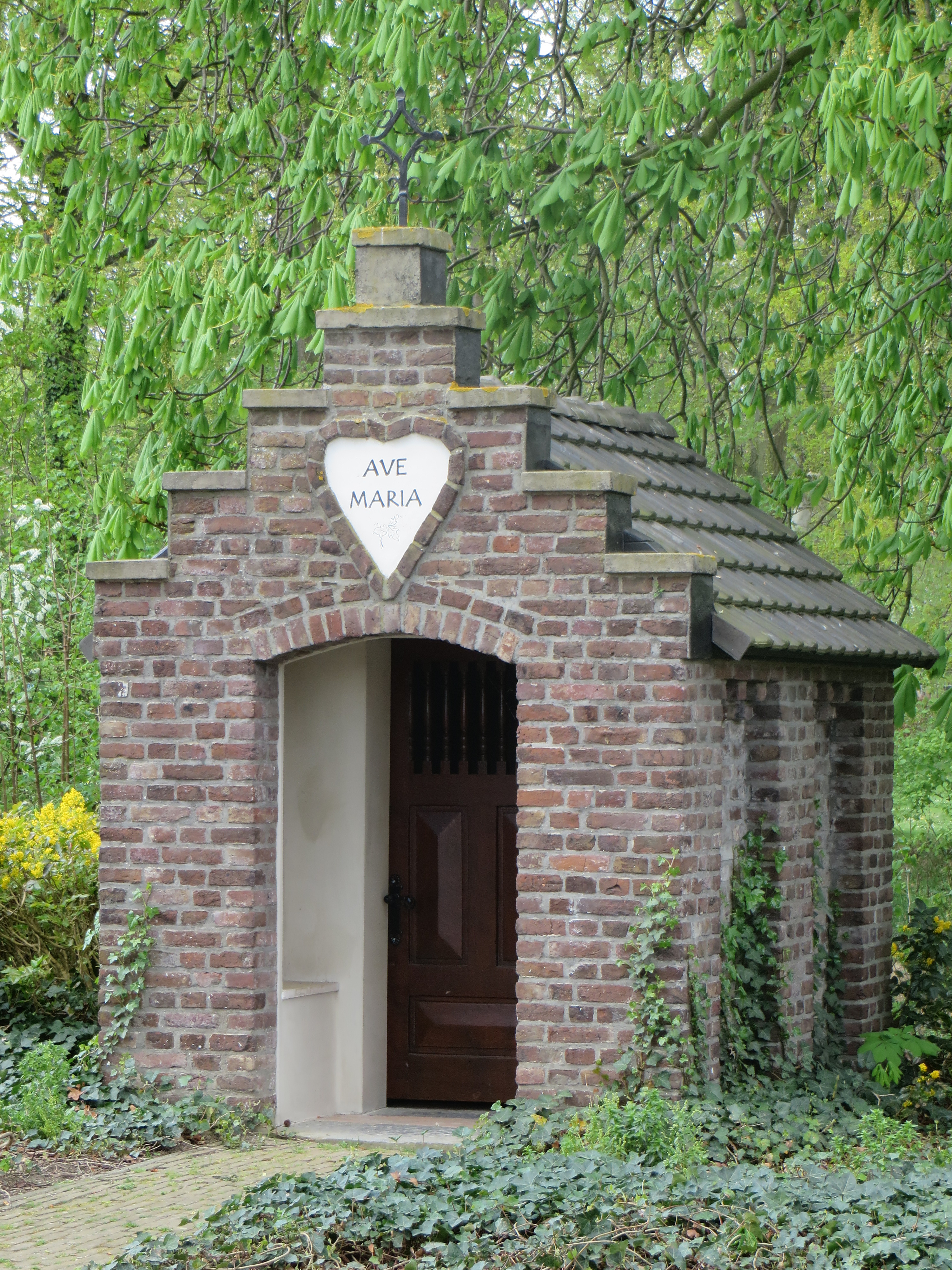
De Mariakapel

De Mariakapel, in de volksmond Heelderkapelke, is een kapel in Wessem in de Nederlandse gemeente Maasgouw. De kapel staat aan de Kloosterlaan waar die uitkomt op de Burgemeester Joostenlaan, vlak bij de Panheelderbeek die achter de kapel stroomt. Op ongeveer 50 meter naar het noordoosten staat er een oorlogsmonument.
Op ongeveer 200 meter naar het zuiden staat de Mariakapel, op ongeveer 225 meter naar het noordoosten de Sint-Joriskapel en op ruim 575 meter naar het noorden de Sint-Antoniuskapel. De Sint-Antoniuskapel aan de Kloosterlaan lijkt met de trapgevel en het hartje in de frontgevel op deze Mariakapel.
De kapel is gewijd aan de heilige Maria.

## Geschiedenis
In de 19e eeuw werd er buiten de bebouwde kom van Wessem aan de Heelderweg een kapel gebouwd.
In 1978 werd de kapel aan de Kloosterlaan herbouwd, omdat de oude kapel moest wijken vanwege ontgrindingen.

## Bouwwerk
De in roodbruine bakstenen opgetrokken kapel is gebouwd op een rechthoekig plattegrond en wordt gedekt door een zadeldak met zwart geschilderde betonplaten. De beide zijgevels hebben elk twee uitsparingen met bakstenen lisenen. De frontgevel steekt boven het dak uit is een trapgevel van negen deels ongelijke treden met op de bovenste tree een metalen kruis. In de frontgevel bevindt zich de segmentboogvormige toegang van de kapel met erboven een uitsparing in de vorm van een wit hart met daarin de tekst AVE MARIA. Vroeger bevatte het hart echter de tekst O.L.Vrouw van Altijddurende Bijstand.
De kapel is wit gestuukt en heeft binnen eerst een open voorportaal met daarna de toegangsdeur. In de kapel staan er op de grond twee schilden waarop engelen afgebeeld worden en op de wand zijn er gouden sterren geschilderd. Tegen de achterwand is het bepleisterde altaar gemetseld. Op het altaar staat op een sokkel een polychroom Mariabeeld dat de gekroonde heilige toont met op haar linkerarm het gekroonde kindje Jezus, terwijl ze voor een blauwe stralenkrans met sterren en twee engeltjes staat.